# Arte de Furtar
Arte de Furtar, es una obra rara y curiosa escrita en portugués, se supone que datada hacia 1652, aunque su primera edición impresa corrió con fecha casi un siglo posterior (Ámsterdam: Martinho Schagen, 1744). El lugar de impresión se considera que realmente fue Lisboa, y que el pie de imprenta de Ámsterdam es falso. La obra aparece como de António Vieira, si bien no se cree que sea obra suya, no obstante su significativo valor estético y artístico, habiéndose atribuido a diferentes autores: Duarte Ribeiro de Macedo, Tomé Pinheiro da Veiga, António de Sousa de Macedo, o la hipótesis más favorecida en la actualidad, al jesuita Manuel da Costa. Obra original en su planteo, mezcla de memorialismo de su época y de moralismo, se considera una de las obras más notables de la literatura barroca portuguesa. El autor, se muestra como avezado conocedor de aspectos jurídicos y apologéticos vinculados a la Restauración portuguesa. Se afirma en el prólogo que "naõ ensina ladroens o meu discurso...ensina só a conhecellos, para os evitar"; estilísticamente es considerado un monumento de prosa seiscentista lusa y temáticamente un insustituible documento de una etapa clave de la historia de Portugal en el siglo XVII.